# Eriopyga moneti
Eriopyga moneti là một loài bướm đêm trong họ Noctuidae.